# Myurella amoena
Myurella amoena é uma espécie de gastrópode do gênero Myurella, pertencente a família Terebridae.